# Сухов, Анатолий Петрович
Анатолий Петрович Сухов (26 ноября 1948, Уфа, Башкирская АССР, РСФСР — 10 сентября 2012, Уфа, Российская Федерация) — советский и российский тренер по спидвею на льду, заслуженный тренер России.

## Биография
Трудовую деятельность начал механиком в спортивном автомотоклубе треста № 3. В 1967 г. был включён в уфимскую команду «Башкирия», в составе которой становился трёхкратным командным чемпионом СССР, двукратный бронзовый призёр в личном первенстве (1972, 1973).
Окончив ленинградский институт физической культуры имени Лесгафта, перешёл на тренерскую работу. Под его руководством команда «Башкирия» стала трёхкратным чемпионом СССР, неоднократно завоёвывала серебряные и бронзовые медали. В тяжёлые для спорта годы «перестройки» и начала «экономических реформ» почти полтора десятилетия он возглавлял отделение спидвея ДЮСТШ РОСТО (ДОСААФ), ютившейся то в гаражном боксе средней школы № 96 неподалёку от стадиона «Труд», то в подсобном помещении под трибуной самого стадиона.
В 2002 г. команда «Башкортостан» под его руководством впервые завоевала золотые медали чемпионата России по мотогонкам на льду, а в 2010 г. воспитанник тренера Андрей Шишегов стал чемпионом Европы. В 2010 г. был избран председателем технической комиссии Мотоциклетной федерации Башкирии.